# Lili elsker mad
|  | Denne artikel er oprettet af botten Steenthbot ud fra en ekstern database. Den kan derfor have sproglige fejl eller mangler. Denne skabelon kan fjernes efter kontrol af indholdet. |

Lili elsker mad er en dansk animationsfilm fra 2015 instrueret af Siri Melchior.

## Handling
Lili elsker mad. Ja, men noget mad mere end andet mad. Og når man nu først skal igennem en større omgang tomater, broccoli, kartofler og pølse, før man når frem til desserten, så er det heldigt at man kan dele lidt med Vovvov. For Lili elsker dessert. Lili er en serie af film om at være 3 år.